# Troy Aikman
Vous lisez un « article de qualité » labellisé en 2017.
Pour les articles homonymes, voir Aikman.
College Football Hall of Fame 2008
Pro Football Hall of Fame 2006
(en) Statistiques sur pro-football-reference
Troy Aikman, né le 21 novembre 1966 à West Covina en Californie, est un joueur et commentateur sportif de football américain. De 1989 à 2000, il évolue au poste de quarterback pour les Cowboys de Dallas dans la National Football League (NFL), équipe avec laquelle il remporte trois Super Bowls : XXVII, XXVIII et XXX. Il devient ensuite commentateur de football américain.
Doté d'un physique exceptionnel, Aikman a un parcours universitaire compliqué. Exposé à des difficultés avec les Sooners de l'Oklahoma, il doit quitter l'université pour retrouver les terrains. Après une année d'inéligibilité, il retrouve du temps de jeu avec les Bruins de UCLA et prouve qu'il est l'un des meilleurs joueurs universitaires. Vainqueur de l'Aloha Bowl en 1987 et du Cotton Bowl en 1988, il est convoité par les franchises de la NFL.
Sélectionné en première position de la draft 1989 de la NFL par les Cowboys de Dallas, Troy Aikman signe le contrat le plus lucratif pour un débutant. Le quarterback devient rapidement une célébrité, jouant au poste le plus exposé de son sport pour l'une des équipes les plus populaires. Même si son style n'est pas spectaculaire, il possède l'un des bras les plus précis et puissants de la NFL. Au début des années 1990, il forme avec le running back Emmitt Smith et le wide receiver Michael Irvin la « triplette » de Dallas. Aikman mène l'attaque des Cowboys lors des titres en 1992, 1993 et 1995. Après ces sacres, la carrière du quarterback est ponctuée de nombreux revers et blessures, notamment des traumatismes crâniens, ce qui l'oblige à mettre fin à sa carrière. Meilleur passeur de l'histoire des Cowboys, il est intronisé au Pro Football Hall of Fame puis au College Football Hall of Fame.
Après sa carrière sportive, il se reconvertit en commentateur de football américain sur le réseau de télévision Fox. En 2016, il occupe toujours ce poste qui lui offre une importante visibilité. Il s'investit également dans différentes activités, comme l'écurie de course Hall of Fame Racing et la franchise de baseball des Padres de San Diego (dont il est propriétaire minoritaire).

## Biographie

### Jeunesse
Troy Kenneth Aikman naît le 21 novembre 1966 à West Covina en Californie. Il grandit avec ses parents, Charlyn et Kenneth Aikman, et ses deux sœurs à Cerritos, dans la banlieue de Los Angeles en Californie. En raison de déformations, ses jambes sont plâtrées pendant six mois alors qu'il n'est âgé que de huit mois,,. À l'âge de 12 ans, sa famille déménage à Henryetta dans l'Oklahoma pour que son père, qui travaille dans les champs de pétrole, trouve un nouvel emploi. Pendant toute son enfance, le jeune Troy joue au football américain au poste de quarterback. Il s'essaie à d'autres postes et joue middle linebacker et safety ; au 8th grade, il évolue également en tant que tight end et fullback. Au lycée, il joue aussi pivot au basket-ball ainsi que shortstop et lanceur au baseball.
Troy Aikman est repéré pour ses qualités de quarterback au football américain. Il devient rapidement titulaire de l'équipe du lycée, les Fighting Hens, l'une des plus mauvaises de la région. Après une saison 1982 qui s'achève sur un bilan de deux victoires pour huit défaites, il conclut son parcours lycéen par six victoires et quatre défaites en 1983. Les statistiques finales de Troy Aikman au lycée sont de 3 208 yards lancés à la passe pour 30 touchdowns et 1 568 yards gagnés à la course pour 15 touchdowns.

### Carrière universitaire de joueur de football américain

#### Sooners d'Oklahoma (1984-1985)

Schéma représentant la formation wishbone qui ne met pas en avant les qualités de Troy Aikman.
Légende :
QB : quarterback
RB : running back et FB : fullback
WR : wide receiver
C = centre
LT et RT : offensive tackle gauche et droit
LG et RG : offensive guard gauche et droit.

Diplômé du lycée d'Henryetta, Troy Aikman a déjà un gabarit de quarterback universitaire : 1,90 mètre pour 90 kilogrammes. Son bras est puissant mais seules les universités de sa région, l'université d'Oklahoma en tête, sont intéressées pour le recruter. Le programme de football américain d'Oklahoma, dont l'équipe est appelée les Sooners de l'Oklahoma, est l'un des meilleurs du pays. Dirigés par Barry Switzer, les Sooners développent leur attaque dans une formation appelée wishbone qui favorise la course des running backs et du quarterback. Pour attirer Aikman à l'université de l'Oklahoma, il lui est promis que le système offensif sera revu pour mettre en avant ses qualités de passeur ; cette promesse ne sera qu'à moitié tenue,. Aikman accepte et commence la saison sur le banc, en tant que deuxième remplaçant à son poste. Après six rencontres, alors que les Sooners ont remporté cinq succès et fait un match nul, le quarterback titulaire Danny Bradley se blesse et son remplaçant ne peut pas jouer non plus. Troy Aikman devient soudainement titulaire et ses débuts sont difficiles : il lance trois interceptions et ne complète que deux passes sur 14 tentatives,. La semaine suivante, il est de retour sur le banc et ne joue pas pendant le reste de la saison,.
Quand la saison 1985 de la NCAA commence, les Sooners de l'Oklahoma sont évalués comme l'équipe universitaire numéro 1 dans le pays. Troy Aikman retourne à Oklahoma malgré les difficultés rencontrées à la fin de la saison précédente. Au début de la saison, il remporte à l'entraînement le poste de quarterback titulaire devant Jamelle Holieway, dont le jeu axé sur la course correspond pourtant plus au style de Switzer. Il remporte les trois premières rencontres de la saison, réalisant de bonnes performances. Lors de la quatrième confrontation de la saison, le 19 octobre 1985 contre l'université de Miami de Jimmy Johnson, Aikman commence la saison en complétant six passes sur sept pour 131 yards et un touchdown dans le seul premier quart-temps. Au début du deuxième quart-temps, le défenseur de Miami Jerome Brown traverse la ligne offensive et plaque pour perte Aikman. Ce dernier ne se relève pas, sa cheville gauche s'étant brisée dans l'impact. Sa saison est terminée. L'entraîneur principal, Barry Switzer, confie alors les rênes de l'équipe au jeune quarterback Holieway qui remporte l'Orange Bowl et obtient le titre de champion national universitaire.

#### Bruins de UCLA (1986-1988)
Au début de la saison 1986, l'entraîneur Barry Switzer annonce que Jamelle Holieway, champion en titre, sera titulaire à Oklahoma pour toute la saison, et fait d'Aikman un remplaçant. Souhaitant poursuivre son développement, Troy Aikman décide d'être transféré vers un autre programme universitaire. Switzer aide Aikman à trouver une nouvelle équipe de football américain et contacte Terry Donahue, entraîneur de l'université de Californie à Los Angeles (UCLA). Donahue ne connaît pas le joueur mais sur les conseils de Switzer, il offre au jeune joueur une bourse d'études,. Le 14 mai 1986, Troy Aikman annonce officiellement son transfert pour UCLA et son équipe de football américain des Bruins. Aikman devient inéligible pour toute l'année 1986 et doit attendre le début de la saison 1987 pour retrouver les terrains. Dès qu'il est de nouveau éligible, Troy Aikman s'impose comme le titulaire indiscutable du poste de quarterback,. Pour son premier match, il complète 8 de ses 10 passes pour un gain total de 166 yards dans une victoire 47 à 14 contre San Diego State. Contre Arizona State, il réalise l'une des meilleures parties de sa carrière universitaire avec 22 passes complétées sur 31 tentées, deux touchdowns marqués et 328 yards gagnés à la passe. Aikman est l'un des quarterbacks universitaires les plus suivis, mais une défaite contre le rival USC lui fait manquer la finale nationale. Il participe à l'Aloha Bowl contre les Gators de la Floride et prend le meilleur sur ses adversaires avec 19 passes réceptionnées sur 30 tentatives. Les Bruins de UCLA terminent la saison avec dix victoires et seulement deux défaites. À titre individuel, Troy Aikman inscrit 17 touchdowns et est intercepté à 8 reprises. Il est récompensé par plusieurs sélections dans les meilleures équipes de l'année et par le titre de joueur offensif de l'année dans la conférence PAC-10.
Alors qu'il est considéré comme l'un des meilleurs jeunes prospects, Aikman retourne à UCLA pour sa dernière année universitaire. Il mène les Bruins avec un jeu de passes performant, lance 24 touchdowns dans la saison pour seulement 9 interceptions. Cependant, deux défaites en saison régulière lui ferment les portes de l'Orange Bowl. UCLA rencontre lors de son dernier match l'équipe d'Arkansas lors du Cotton Bowl que l'équipe remporte sur le score de 17 à 3,. Aikman finit sa carrière universitaire avec la troisième meilleure évaluation d'un quarterback de l'histoire du football américain universitaire,. Il est finaliste du trophée Heisman et sélectionné dans toutes les meilleures équipes de l'année. Il est alors prêt pour devenir professionnel.

### Carrière professionnelle de joueur de football américain

#### Débuts en NFL

##### Draftet arrivée aux Cowboys (1989)
À la sortie de l'université, Troy Aikman souhaite jouer pour les Cowboys de Dallas ou les Chargers de San Diego. Dallas est une destination privilégiée car la ville est à seulement trois heures de la région où Aikman a grandi dans l'Oklahoma. Le récent propriétaire des Cowboys, Jerry Jones, qui vient de recruter l'entraîneur de l'université de Miami Jimmy Johnson, possède le premier choix de la draft 1989 de la NFL. Après une saison difficile, avec trois victoires pour treize défaites et la dernière place de la division NFC Est, la franchise de Dallas place un grand espoir dans ce choix de recrutement.
Avant la draft, les Chiefs de Kansas City souhaitent faire un échange avec les Cowboys pour recruter Troy Aikman avec le premier choix. Dallas refuse l'échange et conserve le choix numéro 1 pour sélectionner Aikman, que Jimmy Johnson a déjà essayé de recruter à deux reprises avec l'université de Miami. En tant que premier choix de la National Football League, Troy Aikman signe un contrat de six années pour une valeur de onze millions de dollars, un record pour un débutant dans la ligue,. Malgré ce contrat, il est en compétition avec l'autre quarterback débutant de la franchise, Steve Walsh, pour la place de titulaire. Le joueur est présenté à la presse avec le maillot des Cowboys et son tout nouveau numéro 8.

##### Débuts difficiles et première blessure (1989-1991)
L'arrivée d'Aikman ne suffit pas à améliorer la franchise de Dallas. Alors qu'il fait forte impression lors des rencontres de pré-saison, son début en National Football League (NFL) est difficile, il n'inscrit pas le moindre point et est battu 28 à 0 par les Saints de La Nouvelle-Orléans. La semaine suivante, il inscrit son premier touchdown sur une passe de 65 yards pour Michael Irvin mais lance deux interceptions et perd à nouveau contre les Falcons d'Atlanta. Les difficultés persistent contre les Redskins de Washington avec seulement six passes complétées sur 21 essais. La semaine suivante, opposé aux Giants de New York, il se fracture l'index gauche et est indisponible pendant quatre à six semaines. Alors que l'équipe a perdu ses cinq premières rencontres de la saison, la franchise décide d'échanger son seul joueur élu au Pro Bowl, Herschel Walker, aux Vikings du Minnesota pour obtenir des choix de sélection bien placés pour les futurs drafts. Blessé, Aikman est remplacé pendant cinq rencontres par Steve Walsh, un autre débutant, qui gagne un seul affrontement.
Pour son retour dans une saison 1989 sacrifiée, Aikman réalise une belle performance en inscrivant deux touchdowns et un gain total de 379 yards contre les Cardinals de Phoenix, un record NFL pour un débutant,. Les Cowboys terminent avec un bilan de 15 défaites pour une seule victoire. À titre individuel, Aikman termine la saison avec 11 défaites sans victoire en tant que titulaire. Au total, il complète 155 passes sur 293 tentées pour 1 749 yards, marque 9 touchdowns et lance 18 interceptions. Son évaluation de quarterback de 55,7 fait partie des pires de la conférence NFC.
Lors de la draft 1990 de la NFL, les Cowboys sélectionnent le running back Emmitt Smith au premier tour. Dès lors, Aikman forme avec Smith et le wide receiver Michael Irvin la « triplette » de Dallas. Si la saison est meilleure pour le quarterback et toute l'attaque de Dallas, ils perdent sept de leurs dix premières rencontres. Les Cowboys reviennent dans la course aux rencontres éliminatoires avec quatre succès de rang. Avant le quinzième match de la saison, contre les Eagles de Philadelphie, le bilan des Cowboys est de 7 victoires pour 7 défaites. Contre les Eagles, Aikman se blesse à l'épaule après un plaquage de Clyde Simmons et doit quitter ses partenaires,. Sans leur quarterback, les Cowboys perdent les deux dernières rencontres de la saison et ne se qualifient pas pour les matchs éliminatoires. La saison 1990 est douloureuse pour Troy Aikman qui subit 39 sacks et doit passer à de très nombreuses reprises entre les mains des médecins.
La troisième année de reconstruction des Cowboys de Dallas s'annonce meilleure. Aikman a des receveurs talentueux et son premier receveur, Irvin, n'est plus un débutant. La première rencontre de la saison 1991 de la NFL est prometteuse pour Troy Aikman qui lance la balle avec confiance. Performances après performances, il marque des touchdowns et multiplie les yards gagnés jusqu'à mener la ligue en termes de passes complétées et de yards gagnés à la passe. Inconsistant, Dallas perd les trois matchs suivants. Contre les Redskins de Washington, il est percuté violemment et se relève doucement. Les ligaments de son genou sont distendus et il est obligé de manquer le reste de la saison. Son entraîneur Jimmy Johnson dit de lui : « Aikman a prouvé en 1991 qu'il fait déjà partie des meilleurs quarterbacks de la ligue. Tous ceux qui l'ont vu sentent qu'il ne peut que s'améliorer. Il a le talent pour devenir l'un des meilleurs joueurs de tous les temps »,.

#### Succès

##### Premier Super Bowl (1992)
Lorsque la saison 1992 commence, les Cowboys de Dallas sont de retour au plus haut niveau et le meneur de l'équipe est le quarterback Troy Aikman. Le joueur réussit sa meilleure saison jusque-là, participant au bilan de 13 victoires pour trois défaites des Cowboys. Contre les Falcons d'Atlanta, Aikman réussit une performance historique avec 18 de ses 21 passes tentées réceptionnées dont trois pour touchdowns. Aikman termine la saison comme le troisième meilleur passeur de la conférence NFC et est sélectionné pour la première fois pour le Pro Bowl. Il commence les matchs éliminatoires comme l'un des favoris.
Au premier tour, contre les Eagles de Philadelphie, Aikman conduit son attaque à la fin du premier quart-temps sur une série de dix jeux conclue par un premier touchdown pour Derek Tennell. Il marque six nouveaux points sur une nouvelle attaque conclue par un touchdown à la passe pour Jay Novacek. Il prend le dessus sur la défense adversaire et la partie est gagnée par les Cowboys sur le score de 34 à 10,.
Lors de la finale de conférence NFC contre les 49ers de San Francisco au Candlestick Park, Aikman fait la différence dans un match serré sur une série offensive de 78 yards pour commencer la deuxième mi-temps qui est conclue par un touchdown. Aikman termine la journée avec des statistiques remarquables : 24 sur 34, 322 yards de gains et deux touchdowns à la passe. Ce succès 30 à 20 permet aux Cowboys d'avancer jusqu'au Super Bowl XXVII.
Le Super Bowl XXVII est particulier. Les Cowboys sont opposés aux Bills de Buffalo qui ont perdu les deux précédents Super Bowls. Complètement dominés, les Bills sont rapidement hors de portée du titre. Aikman déroule son attaque, inscrit trois touchdowns dans la seule première mi-temps,. Il finit le Super Bowl avec quatre touchdowns dont deux pour son wide receiver Michael Irvin en l'espace de 18 secondes,, 22 réussites sur 30 tentatives et 273 yards de gains offensifs,,. La défense aggrave également le score avec plusieurs interceptions et pertes de balles récupérées pour un score final de 52 à 17,. Pour sa performance, Troy Aikman est élu meilleur joueur de la rencontre,,.

##### Deuxième Super Bowl (1993)
Durant l'intersaison, en tant que meilleur joueur du Super Bowl, jouant en plus pour l'« équipe de l'Amérique »,, les Cowboys de Dallas, Troy Aikman a de nombreuses sollicitations médiatiques notamment dans les émissions The Tonight Show de Jay Leno et Late Night with David Letterman. Il devient le porte-parole de plusieurs produits dont il fait la promotion et est présent dans différents événements caritatifs. Lors de cette intersaison, le joueur se blesse en soulevant des poids, et doit être opéré pour une hernie discale le 19 juin. Finalement prêt pour le début de la saison, il est en difficulté sans le jeu de course d'Emmitt Smith, qui est absent pour des différends financiers avec le propriétaire Jerry Jones. Lors que Smith revient, l'attaque menée par Aikman redevient dominante. Après six victoires consécutives, Aikman se blesse au muscle ischio-jambier de la jambe gauche contre les Giants de New York et manque deux rencontres,. Après son retour et une défaite contre Miami, Troy Aikman conclut la saison par cinq victoires consécutives. Pendant la saison, il signe un nouveau contrat d'une durée de sept années pour près de 50 millions de dollars, faisant de lui l'un des joueurs les mieux payés de la ligue,.
La phase finale commence et Troy Aikman montre qu'il est le champion en titre avec une excellente performance dans une victoire 27 à 17 contre les Packers de Green Bay : 28 sur 37, 302 yards gagnés et trois touchdowns à la passe. La revanche contre les 49ers de San Francisco en finale de conférence NFC s'annonce comme le choc de la saison. La première mi-temps est une démonstration des Cowboys, marquant à la course puis par deux passes de son quarterback Aikman, la première pour Emmitt Smith, la deuxième pour Jay Novacek. À la mi-temps, Dallas est devant sur le score de 28 à 7. Au retour des vestiaires, Troy Aikman est mis au sol violemment par le défenseur Dennis Brown par un coup de genou qui heurte le casque d'Aikman,. Ce dernier est obligé de quitter le terrain et est remplacé par Bernie Kosar qui complète le triomphe des Cowboys 38 à 21. Troy Aikman est emmené à l'hôpital après la rencontre. Il souffre d'une commotion cérébrale et ne se souvient plus de la rencontre, ni avant ni après le choc,. Il est cependant prêt, le samedi suivant, pour disputer le deuxième Super Bowl de sa carrière contre les Bills de Buffalo, une nouvelle revanche de la saison précédente.
Le Super Bowl XXVIII a lieu au Georgia Dome d'Atlanta. À la mi-temps, Aikman et son équipe sont dominés par les Bills 13 à 6. En entrant dans les vestiaires pourtant, les Cowboys sont toujours confiants sur leurs chances de victoire. Une interception puis une série offensive conclue par un touchdown d'Emmitt Smith donne l'avantage 20 à 13 aux Cowboys. Après des passes d'Aikman pour Emmitt Smith et Alvin Harper, le premier marque un nouveau touchdown à la course. La rencontre se termine sur le score de 30 à 13, Aikman remporte son deuxième Super Bowl et réalise le doublé. Remis de ses blessures, le quarterback termine la partie avec 207 yards de gains et aucun touchdown. Les honneurs du meilleur joueur reviennent cette fois à Emmitt Smith.

##### Saison marquée par les blessures (1994)
Double champion en titre, les Cowboys de Dallas attirent les regards des autres franchises de la ligue avant la saison 1994. À la suite de différends entre le propriétaire Jerry Jones et l'entraîneur Jimmy Johnson, ce dernier quitte son poste et est remplacé par l'ancien entraîneur d'Aikman à Oklahoma Barry Switzer.
En novembre, il se blesse d'abord au pouce avant la rencontre contre les 49ers de San Francisco, une blessure que les Cowboys ne reportent pas,. Il joue contre San Francisco et lance trois interceptions dans la défaite de son équipe. Deux semaines plus tard, le quarterback est taclé au genou et subit une entorse qui l'éloigne du terrain pour plusieurs rencontres. L'équipe est diminuée par les blessures pendant son parcours en saison régulière,, mais est tout de même présente en phase finale.
Les Cowboys éliminent une nouvelle fois les Packers de Green Bay avec une performance historique d'Aikman à la passe avec 23 de ses 30 tentatives réussies pour un total de 337 yards dont une passe de 94 yards pour un touchdown d'Alvin Harper, la plus longue de l'histoire de la National Football League en rencontre à élimination. Ils se retrouvent pour la troisième fois consécutive contre les 49ers de San Francisco en finale NFC. Malgré la performance de leur quarterback : 30 sur 53 pour 380 yards à la passe, les Cowboys s'inclinent sur le score de 38 à 28,,.

##### Troisième Super Bowl (1995)
La saison 1995 montre à nouveau la domination de Troy Aikman sur la ligue. Dallas est favori pour le Super Bowl. Lors de la cinquième rencontre de la saison, alors que les Cowboys sont invaincus, Aikman doit sortir après avoir pris un choc violent de la défense des Redskins de Washington. L'équipe, privée de son quarterback, s'incline. La semaine suivante, le joueur est de retour et joue une excellente partition pour plus de 300 yards offensifs à la passe dans une victoire contre les Packers de Green Bay. Il enchaîne les victoires jusqu'à retrouver les rivaux des Cowboys, les 49ers de San Francisco. Aikman doit sortir du terrain après sa sixième passe tentée et regarde depuis le banc la défaite de Dallas sur le score de 38 à 20. La franchise de Dallas et son quarterback répondent aux attentes en terminant la saison avec 12 victoires pour seulement 4 défaites. Les statistiques de Troy Aikman à la fin de la saison régulière sont de 280 passes complétées sur 432 tentatives avec un gain cumulé de 3 304 yards à la passe. Il inscrit 16 touchdowns pour seulement 7 interceptions.
En phase finale, les Cowboys battent les Eagles de Philadelphie sur le score de 30 à 11 et se retrouvent face aux Packers de Green Bay en finale de championnat NFC. Emmenés par Emmitt Smith, qui inscrit deux touchdowns dans le dernier quart-temps, et Aikman, qui marque deux touchdowns à la passe, les Cowboys l'emportent et se retrouvent au Super Bowl pour la troisième fois en quatre ans.
Lors du Super Bowl XXX, les Cowboys de Dallas affrontent les Steelers de Pittsburgh. Les trois premières séries offensives menées par Troy Aikman se termine par des points : deux coups de pied de pénalité puis un touchdown de 3 yards pour le tight end Jay Novacek. En deuxième mi-temps, l'interception de Larry Brown permet aux Cowboys de sceller leur victoire sur le score de 21 à 17. Malgré une perte de balle récupérée par les Steelers, Troy Aikman marque à nouveau l'histoire du Super Bowl avec une performance efficace : 15 passes réussies sur 23, un touchdown à la passe et 209 yards de gains. Il devient le troisième quarterback à remporter trois Super Bowls après Terry Bradshaw et Joe Montana. Malgré le succès, des rumeurs s'élèvent sur l'envie de partir de Dallas et les tensions entre Troy Aikman et son entraîneur Barry Switzer,.

#### Déclin et fin de carrière

##### Multiples défaites (1996-1997)
Aikman poursuit sur sa lancée lors de la saison 1996, remportant la division NFC East pour la cinquième saison consécutive. Après une première victoire en matchs éliminatoires sur le score de 40 à 15 contre les Vikings du Minnesota, Aikman et les Cowboys chutent contre les Panthers de la Caroline sur le score de 26 à 17. Après la saison, le joueur considère la possibilité d'arrêter sa carrière.
En 1997, Aikman réalise une bonne performance individuelle, devenant le premier quarterback des Cowboys à avoir trois saisons supplémentaires avec plus de 3 000 yards lancés à la passe. La saison n'est cependant pas de tout repos pour le joueur, qui voit sa nouvelle maison prendre feu cinq semaines après son emménagement et il lui est diagnostiqué un cancer de la peau du fait d'un grain de beauté devenu un mélanome malveillant. Opéré, il est guéri sans avoir recours à la chimiothérapie,. Il subit également un traumatisme crânien contre les Eagles de Philadelphie lors d'une défaite. Après un début de saison correct avec des victoires contre les Steelers, les Eagles et les Bears, les Cowboys s'écroulent en cours de saison et termine par cinq revers consécutifs. Les Cowboys terminent avec un bilan de 6 victoires pour 10 défaites et ratent les rencontres éliminatoires pour la première fois depuis 1990,. L'entraîneur principal Barry Switzer termine sa saison sur un bilan négatif pour la première fois et démissionne,.

##### Tentatives manquées (1998-1999)
La saison 1998 donne quelques espoirs à Aikman et les Cowboys de Dallas. Même s'il manque cinq rencontres après s'être cassé la clavicule gauche lors de la deuxième rencontre de la saison,, le quarterback mène son équipe à un nouveau titre de division NFC Est et la qualifie pour les phases finales. Dallas est éliminé dès le premier tour des rencontres éliminatoires contre les Cardinals de l'Arizona sur le score de 20 à 7,.
Troy Aikman commence la saison 1999 par une performance éclatante contre les Redskins de Washington, marquant cinq touchdowns, un record en carrière, dont un dernier en prolongation pour obtenir la victoire. Contre les Colts d'Indianapolis, Troy Aikman est plaqué pour perte par le défenseur Jeff Burris et doit quitter ses partenaires. Même s'il revient en fin de rencontre, il ne peut empêcher la défaite des Cowboys. La dernière saison de la « triplette » de Dallas se conclut par un bilan de 8 victoires pour 8 défaites, et perd au premier tour des matchs éliminatoires contre les Vikings du Minnesota sur le score de 27 à 10,.

##### Fin de carrière (2000-2001)
Les difficultés physiques se multiplient pour Troy Aikman lors de la saison 2000. Le quarterback souffre à plusieurs reprises de traumatismes crâniens. Il est également en concurrence avec le quarterback Randall Cunningham. Lors du sixième match de la saison, il lance cinq interceptions contre les Giants de New York
. Quinze jours plus tard, une blessure au dos le fait sortir du terrain contre les Jaguars de Jacksonville. Malgré la douleur, il joue contre les Bengals de Cincinnati et lance pour 308 yards mais le répit est de courte durée puisqu'il est intercepté à trois reprises la semaine suivante contre les Ravens. La dernière rencontre d'Aikman a lieu à domicile contre les Redskins de Washington. Lors de cette rencontre, il est taclé sévèrement par le linebacker LaVar Arrington et souffre du dernier traumatisme crânien de sa carrière.
Après la fin de la saison 2001, Aikman est libéré de son contrat par les Cowboys de Dallas qui ne souhaite pas payer le bonus de 7 millions de dollars et l'extension de contrat jusqu'en 2007 qui lui aurait été dû pour prolonger sa carrière,. Le joueur cherche une autre équipe pour continuer à jouer dans la National Football League, mais n'en trouve aucune, et il doit annoncer sa retraite le 9 avril 2001. Troy Aikman termine sa carrière comme le meilleur passeur de l'histoire des Cowboys de Dallas.
En 2013, il annonce que la raison de sa retraite est due à des problèmes de dos qui l'ont empêché de jouer à son meilleur niveau lors de la saison 2000.

### Consultant télévisuel
En 1998, Troy Aikman commente des matchs de football américain pour NFL Europa avec son ami Brad Sham pendant l'inter-saison. Après sa retraite en tant que joueur professionnel du football américain, Troy Aikman devient commentateur sportif pour le diffuseur de la National Football League, la chaîne FOX, pour la saison 2001. Une année plus tard, il est nommé dans l'équipe principale des rencontres de la FOX, faisant équipe avec Joe Buck et Cris Collinsworth pour remplacer John Madden,,. Ni Aikman ni Collinsworth n'apprécient d'être en trio et Collinsworth quitte la chaîne pour NBC en 2005. Il commente depuis les rencontres de football américain en duo avec Joe Buck. En 2003, 2005 et 2007, Aikman reçoit une nomination aux Emmy Awards pour son travail de consultant à la télévision. En 2008, Troy Aikman songe un temps à abandonner le travail de commentateur, le plaisir de commenter n'ayant à ses yeux rien de comparable aux sensations ressenties sur le terrain, mais persiste dans son travail pour la FOX. Il est commentateur lors de cinq Super Bowls (XXXIX, XLII, XLV, XLVIII et LI),.

### Autres activités

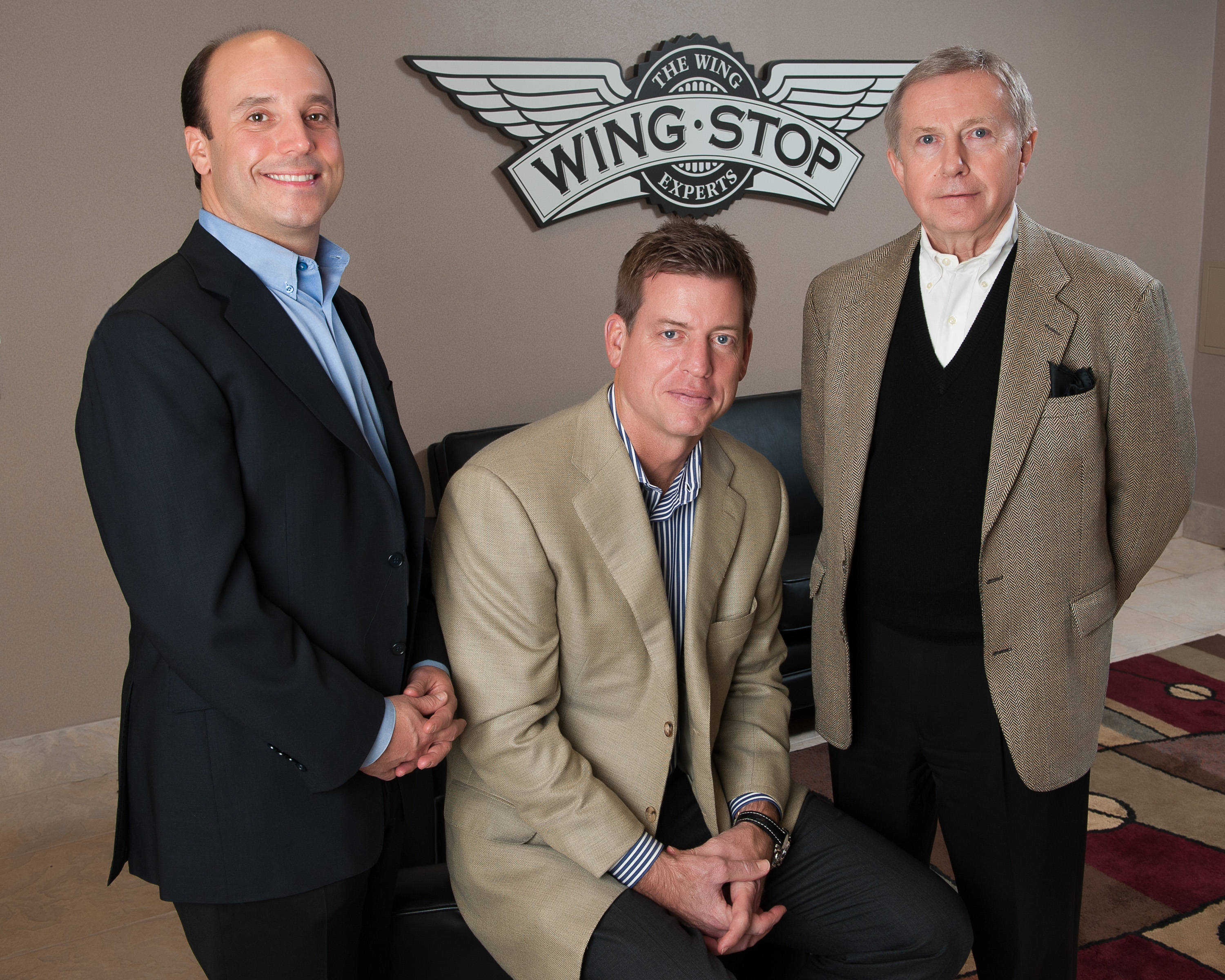
Troy Aikman (au milieu) lors de son intégration au conseil d'administration de Wingstop.

En plus de sa carrière de joueur de football américain professionnel, Troy Aikman est un homme d'affaires qui investit ses revenus dans des entreprises de la région de Dallas. En 2000, lors de sa dernière année dans la NFL, il vend sa part du capital, soit 25 %, du concessionnaire de Fort Worth nommé Aikman Automall, qui vend les marques Chevrolet, Chrysler et Jeep.
Trois ans après la fin de sa carrière, en 2003, il signe un contrat commercial avec la chaîne de restaurants Wingstop. En 2011, il devient plus que l'image de la marque et entre dans le conseil d'administration, peu après le rachat de l'entreprise par l'entreprise Roark Capital. Le nombre de restaurants aux États-Unis ne fait qu'augmenter pendant dix ans. En 2015, Wingstop est introduit en bourse et la valeur des actions augmente de 61 % la première journée. Troy Aikman vend une partie de ses parts pour plusieurs millions de dollars.
En 2009, Troy Aikman termine les deux derniers cours qu'il n'avait pas pu finir vingt ans plus tôt, afin d'obtenir son diplôme universitaire de sociologie. Il obtient la note de A à ces cours : « Ethnicité » et « Vieillissement ». En juin, il est diplômé de l'université de Californie à Los Angeles (UCLA).
Cette même année, Aikman devient copropriétaire de la franchise des Padres de San Diego qui évolue en Ligue majeure de baseball (MLB). Il investit dans un groupe mené par Jeff Moorad qui a pris le contrôle de 35 % des parts du club. Le quarterback effectue le lancer inaugural des Padres lors d'une rencontre contre les Astros de Houston pour célébrer cet investissement. Ses parts du groupe augmentent à 49 %, mais les propriétaires des autres franchises de MLB l’empêchent de racheter les Padres en 2012.
Le 9 février 2010, Troy Aikman devient un membre du conseil d'administration de la National Football Foundation.

### Baseball
En 1984, les Mets de New York sont intéressés pour sélectionner Troy Aikman comme joueur de baseball professionnel mais Aikman préfère aller à l'université jouer au football américain,. Lorsqu'un recruteur vient lui demander le bonus à la signature qu'il souhaite, Aikman donne un montant volontairement très élevé pour que les Mets ne donnent pas suite. Après qu'il a entendu les 200 000 dollars demandés par le joueur, le recruteur déclare à Aikman : « Bonne chance pour votre carrière de joueur de football américain »,.

### Hall of Fame Racing
À la fin de l'année 2005, Aikman crée avec un autre ancien quarterback des Cowboys de Dallas, Roger Staubach, l'écurie de sport automobile Hall of Fame Racing. Face à des écuries ayant des budgets bien supérieurs à eux, les deux anciens joueurs de football américain engagent une voiture unique dans le championnat NASCAR NEXTEL Cup. Pour la première saison, en 2006, le pilote vétéran Terry Labonte débute au volant de la Chevrolet numéro 96 DLP HDTV. Le numéro a été choisi en multipliant les numéros de maillot des deux anciens quarterbacks : 8 pour Aikman et 12 pour Staubach. Après cinq courses pour mettre au point la voiture, Tony Raines prend le relais de Labonte. En 2007, Raines réalise toute la saison avec la voiture. Même s'il ne crève pas l'écran, Raines réalise une belle saison, terminant 13e au Texas. Aikman et Staubach se rapprochent de leur objectif de titre avec un partenariat avec l'écurie Joe Gibbs Racing qui leur fournit les moteurs, des équipements et une assistance technique. En septembre 2007, les deux anciens joueurs cèdent le contrôle de l'écurie à Jeff Moorad et Tom Garfinkel, deux cadres de l'équipe de baseball des Diamondbacks de l'Arizona, et restent actionnaires minoritaires,. Ils quittent définitivement l'écurie un an plus tard. Hall of Fame Racing ferme peu de temps après en fusionnant avec Yates Racing en janvier 2009.

### Vie privée
Aikman s'est marié avec une ancienne agent de communication des Cowboys, Rhonda Worthey, le 8 avril 2000 à Plano au Texas. Rhonda a une fille d'un précédent mariage, Rachel, et deux filles avec Aikman : Jordan Ashley Aikman, né le 24 août 2001 et Alexa Marie Aikman, née le 30 juillet 2002. Le couple annonce sa séparation le 24 janvier 2011 et le divorce est officiellement prononcé le 12 avril 2011. Malgré son mariage, des rumeurs sur l'homosexualité de Troy Aikman persistent depuis la fin des années 1990,, bien que le joueur les aient toujours réfutées. En avril 2017, il se marie avec Capa Mooty à Santa Barbara en Californie.

## Palmarès, records et récompenses

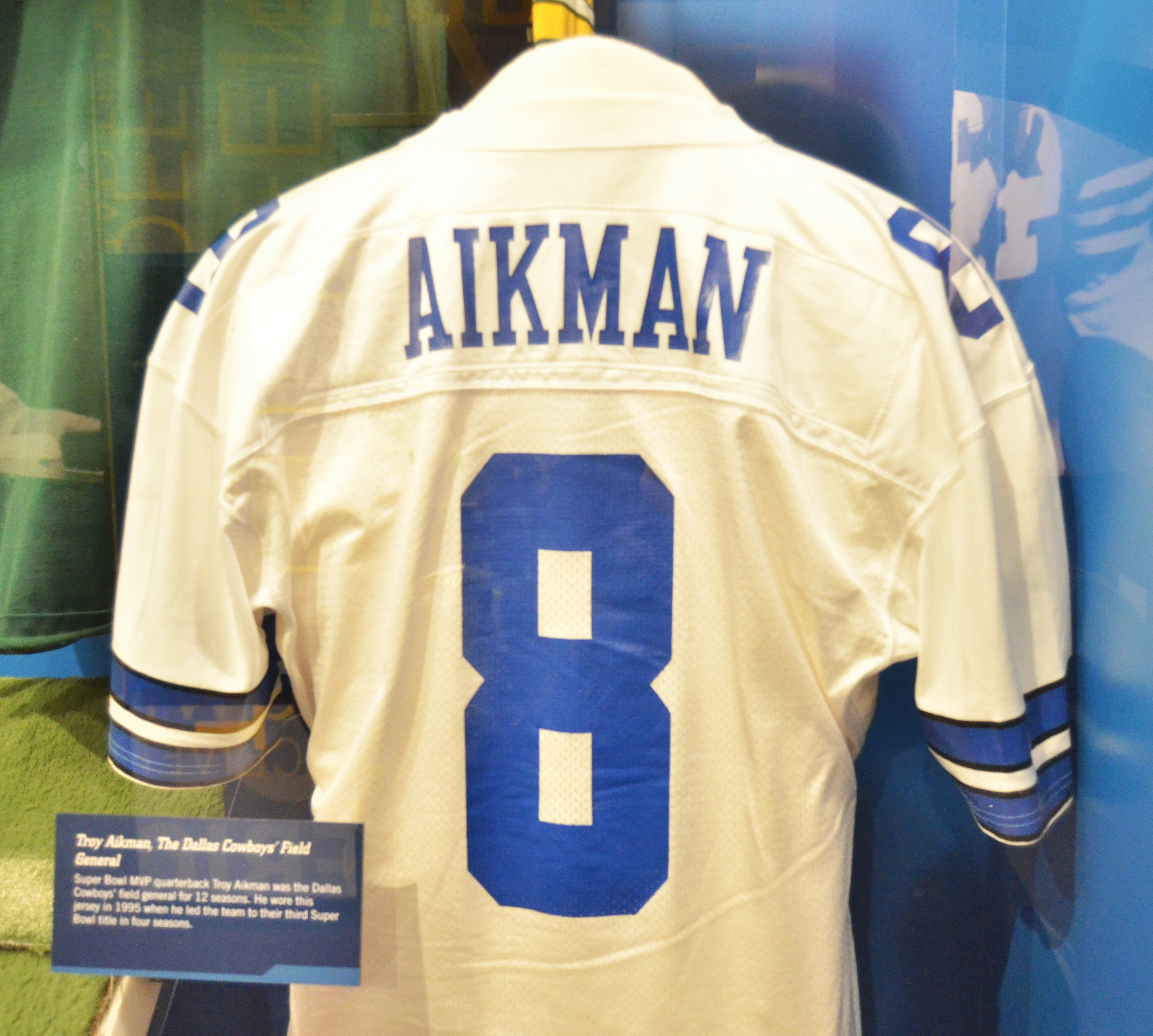
La maillot de Troy Aikman au Pro Football Hall of Fame.

Dès ces années universitaires, Troy Aikman se construit un palmarès en gagnant le titre National Collegiate Athletic Association (NCAA) en 1985 avec les Sooners de l'Oklahoma depuis le banc des remplaçants. Transféré aux Bruins de UCLA, il remporte, comme quarterback titulaire, l'Aloha Bowl 1987 puis, le Cotton Bowl 1988. Il est vainqueur du Davey O'Brien Award en 1989, trophée qui récompense le meilleur joueur du Championnat NCAA de football américain évoluant au poste de quarterback et est finaliste du trophée Heisman.
Sélectionné en premier choix en 1989, Aikman joue pour les Cowboys de Dallas pendant onze saisons entre 1989 et 2000. Titulaire durant toute la décennie 1990, il est le quarterback le plus victorieux de la décennie. Avec Dallas, il remporte trois Super Bowls en 1992, 1993 et 1995. Lors de sa première finale de championnat, Aikman est également élu meilleur joueur du Super Bowl. Il est sélectionné six fois consécutivement au Pro Bowl entre 1992 et 1997. Lorsque sa carrière avec les Cowboys prend fin en 2000, Troy Aikman détient presque tous les records de sa franchise relatifs au poste de quarterback avec notamment le plus grand nombre de passes de touchdowns (165), de passes complétées (2 742) et de yards gagnés à la passe (32 942). Les records de touchdowns et de yards à la passe sont battus par Tony Romo dans les années 2010,.
Le quarterback de Dallas détient également l'un des meilleurs taux de réussite à la passe en carrière avec 61,5 % de passes complétées. Sa passe de 94 yards pour un touchdown d'Alvin Harper lors du match de division NFC contre les Packers de Green Bay en 1994 est l'une des plus longues de l'histoire de la NFL en rencontres éliminatoires.
Le 7 février 2009, une cérémonie est organisée à la mi-temps de la rencontre de basket-ball entre UCLA et Notre Dame pour fêter son élection au College Football Hall of Fame. Même s'il est également admis au Pro Football Hall of Fame en 2006 dès sa première année d'éligibilité, Troy Aikman n'est que très rarement dans les discussions pour définir qui sont les meilleurs quarterbacks de l'histoire du football américain. Il partage le mérite de ses victoires au Super Bowl avec les autres joueurs de la « triplette » de Dallas : Emmitt Smith et Michael Irvin. En 2005, les trois joueurs sont honorés ensemble par les Cowboys qui ajoutent leurs noms au Ring of Honor du Texas Stadium,,.

## Statistiques

### Université
Le tableau suivant reprend les statistiques complètes de Troy Aikman en saison régulière au cours de sa carrière universitaire :
| Année  | Équipe                | MJ     |            | Passes     | Passes     | Passes     | Passes     | Passes     | Passes     | Passes  |       | Courses | Courses | Courses | Courses |
| Année  | Équipe                | MJ     | Tentées    | Réussies   | Pct.       | Yards      | TD         | Int.       | Éval.      | Tentées | Yards | Moy.    | TD      |         |         |
| 1984   | Sooners de l'Oklahoma |        | 20         | 6          | 30         | 41         | 0          | 3          | 17,2       | 12      | 18    | 1,5     | 1       |         |         |
| 1985   | Sooners de l'Oklahoma |        | 47         | 27         | 57,4       | 442        | 1          | 1          | 139,2      | 49      | 93    | 1,9     | 0       |         |         |
| 1986   | Bruins de UCLA        |        | Inéligible | Inéligible | Inéligible | Inéligible | Inéligible | Inéligible | Inéligible |         |       |         |         |         |         |
| 1987   | Bruins de UCLA        |        | 273        | 178        | 65,2       | 2 527      | 17         | 8          | 157,6      | 79      | -87   | -1,1    | 2       |         |         |
| 1988   | Bruins de UCLA        |        | 354        | 228        | 64,4       | 2 771      | 24         | 9          | 147,4      | 78      | 83    | 1,1     | 1       |         |         |
| Totaux | Totaux                | Totaux | 694        | 439        | 63,3       | 5 781      | 42         | 21         | 142,3      | 218     | 107   | 0,5     | 4       |         |         |

### National Football League
En 165 matchs de saison régulière en tant que joueur, Troy Aikman a lancé 165 passes de touchdowns et en a marqué 9 à la course. Le tableau suivant reprend les statistiques complètes d'Aikman en saison régulière au cours de sa carrière :
| Année  | Équipe            | MJ     |         | Passes   | Passes | Passes | Passes | Passes | Passes | Passes  |       | Courses | Courses | Courses | Courses |
| Année  | Équipe            | MJ     | Tentées | Réussies | Pct.   | Yards  | TD     | Int.   | Éval.  | Tentées | Yards | Moy.    | TD      |         |         |
| 1989   | Cowboys de Dallas | 11     | 293     | 155      | 52,9   | 1 746  | 9      | 18     | 55,7   | 38      | 302   | 7,9     | 0       |         |         |
| 1990   | Cowboys de Dallas | 15     | 399     | 226      | 56,6   | 2 579  | 11     | 18     | 66,6   | 40      | 172   | 4,3     | 1       |         |         |
| 1991   | Cowboys de Dallas | 12     | 363     | 237      | 65,3   | 2 754  | 11     | 10     | 86,7   | 16      | 5     | 0,3     | 1       |         |         |
| 1992   | Cowboys de Dallas | 16     | 473     | 302      | 63,8   | 3 445  | 23     | 14     | 89,5   | 37      | 105   | 2,8     | 1       |         |         |
| 1993   | Cowboys de Dallas | 14     | 392     | 271      | 69,1   | 3 100  | 15     | 6      | 99,0   | 32      | 125   | 3,9     | 0       |         |         |
| 1994   | Cowboys de Dallas | 14     | 361     | 233      | 64,5   | 2 676  | 13     | 12     | 84,9   | 30      | 62    | 2,1     | 1       |         |         |
| 1995   | Cowboys de Dallas | 16     | 432     | 280      | 64,8   | 3 304  | 16     | 7      | 93,6   | 21      | 32    | 1,5     | 1       |         |         |
| 1996   | Cowboys de Dallas | 15     | 465     | 296      | 63,7   | 3 126  | 12     | 13     | 80,1   | 35      | 42    | 1,2     | 1       |         |         |
| 1997   | Cowboys de Dallas | 16     | 518     | 292      | 56,4   | 3 283  | 19     | 12     | 78,0   | 25      | 79    | 3,2     | 0       |         |         |
| 1998   | Cowboys de Dallas | 11     | 315     | 187      | 59,4   | 2 330  | 12     | 5      | 88,5   | 22      | 69    | 3,1     | 2       |         |         |
| 1999   | Cowboys de Dallas | 14     | 442     | 263      | 59,5   | 2 964  | 17     | 12     | 81,1   | 21      | 10    | 0,5     | 1       |         |         |
| 2000   | Cowboys de Dallas | 11     | 262     | 156      | 59,5   | 1 632  | 7      | 14     | 64,3   | 10      | 13    | 1,3     | 0       |         |         |
| Totaux | Totaux            | Totaux | 4 715   | 2 898    | 61,5   | 32 942 | 165    | 141    | 81,6   | 327     | 1 016 | 3,1     | 9       |         |         |

En 16 matchs de rencontres éliminatoires en tant que joueur, Troy Aikman a lancé 23 passes de touchdowns et en a marqué 1 à la course. Le tableau suivant reprend les statistiques complètes d'Aikman en matchs éliminatoires au cours de sa carrière :
| Année  | Équipe            | MJ     |                    | Passes             | Passes             | Passes             | Passes             | Passes             | Passes             | Passes  |       | Courses | Courses | Courses | Courses |
| Année  | Équipe            | MJ     | Tentées            | Réussies           | Pct.               | Yards              | TD                 | Int.               | Éval.              | Tentées | Yards | Moy.    | TD      |         |         |
| 1989   | Cowboys de Dallas |        | N'est pas qualifié | N'est pas qualifié | N'est pas qualifié | N'est pas qualifié | N'est pas qualifié | N'est pas qualifié | N'est pas qualifié |         |       |         |         |         |         |
| 1990   | Cowboys de Dallas |        | N'est pas qualifié | N'est pas qualifié | N'est pas qualifié | N'est pas qualifié | N'est pas qualifié | N'est pas qualifié | N'est pas qualifié |         |       |         |         |         |         |
| 1991   | Cowboys de Dallas | 1      | 16                 | 11                 | 68,8               | 114                | 0                  | 1                  | 63,0               | 2       | 0     | 0,0     | 0       |         |         |
| 1992   | Cowboys de Dallas | 3      | 89                 | 61                 | 68,5               | 795                | 8                  | 0                  | 126,4              | 9       | 38    | 4,2     | 0       |         |         |
| 1993   | Cowboys de Dallas | 3      | 82                 | 61                 | 74,4               | 686                | 5                  | 3                  | 104,0              | 7       | 28    | 4,0     | 0       |         |         |
| 1994   | Cowboys de Dallas | 2      | 83                 | 53                 | 63,9               | 717                | 4                  | 4                  | 87,3               | 2       | 11    | 5,5     | 0       |         |         |
| 1995   | Cowboys de Dallas | 3      | 80                 | 53                 | 66,3               | 717                | 4                  | 1                  | 106,1              | 8       | 6     | 0,8     | 0       |         |         |
| 1996   | Cowboys de Dallas | 2      | 65                 | 37                 | 56,9               | 343                | 1                  | 4                  | 51,0               | 3       | 4     | 1,3     | 1       |         |         |
| 1997   | Cowboys de Dallas |        | N'est pas qualifié | N'est pas qualifié | N'est pas qualifié | N'est pas qualifié | N'est pas qualifié | N'est pas qualifié | N'est pas qualifié |         |       |         |         |         |         |
| 1998   | Cowboys de Dallas | 1      | 49                 | 22                 | 44,9               | 191                | 1                  | 3                  | 37,0               | 1       | 0     | 0,0     | 0       |         |         |
| 1999   | Cowboys de Dallas | 1      | 38                 | 22                 | 57,9               | 286                | 0                  | 1                  | 70,7               | 0       | 0     | 0,0     | 0       |         |         |
| 2000   | Cowboys de Dallas |        | N'est pas qualifié | N'est pas qualifié | N'est pas qualifié | N'est pas qualifié | N'est pas qualifié | N'est pas qualifié | N'est pas qualifié |         |       |         |         |         |         |
| Totaux | Totaux            | Totaux | 502                | 320                | 63,7               | 3 849              | 23                 | 17                 | 88,3               | 32      | 87    | 2,7     | 1       |         |         |

Troy Aikman a remporté les trois Super Bowls qu'il a disputé. Le tableau suivant reprend les statistiques complètes du quarterback au Super Bowl au cours de sa carrière :
| Année  | Équipe            | MJ |         | Passes   | Passes | Passes | Passes | Passes | Passes | Passes  |       | Courses | Courses | Courses | Courses |
| Année  | Équipe            | MJ | Tentées | Réussies | Pct.   | Yards  | TD     | Int.   | Éval.  | Tentées | Yards | Moy.    | TD      |         |         |
| XXVII  | Cowboys de Dallas |    | 30      | 22       | 73,4   | 273    | 4      | 0      | 140,7  | 3       | 28    | 9,3     | 0       |         |         |
| XXVIII | Cowboys de Dallas |    | 27      | 19       | 70,4   | 207    | 0      | 1      | 77,2   | 1       | 3     | 3,0     | 0       |         |         |
| XXX    | Cowboys de Dallas |    | 23      | 15       | 65,3   | 209    | 1      | 0      | 108,8  | 4       | -3    | -1,3    | 0       |         |         |

## Style de jeu et personnalité

### Passeur et mobilité
Pendant sa carrière professionnelle, Troy Aikman a un corps puissant, il mesure 1,93 m pour près de 100 kg. Son bras est l'un des plus puissants des années 1990 et surtout plus précis que ceux de ses adversaires. Il lit d'abord les jeux courts puis les jeux lointains. Il peut trouver des receveurs rapides à 50 yards. Sa façon de tenir le ballon est également unique, Aikman ne place que l'auriculaire sur les lacets et tous les autres doigts sur le cuir du ballon,,,.
Le gabarit physique d'Aikman ne lui permet pas d'être aussi vif et rapide que des quarterbacks plus petits que lui. Il échoue d'ailleurs dans ses premières années universitaires avec les Sooners de l'Oklahoma par son incapacité à déborder les défenses adverses avec des courses extérieures. Dès l'arrivée de Norv Turner comme coordinateur offensif des Cowboys en 1991, Troy Aikman améliore sa vitesse et réduit sa distance de recul pour améliorer sa vitesse de lancer. Si sa mobilité est faible, sa capacité à encaisser les chocs est au contraire importante.
L'un de ses atouts est sa rapidité à comprendre la défense qui lui est opposée et à adapter l'attaque en conséquence. Il est d'ailleurs si rapide à lire les défenses adverses que ses coéquipiers le surnomment « Computer Head »,. Roger Staubach, quarterback de Dallas élu au Pro Football Hall of Fame pour sa carrière avec les Cowboys dans les années 1970, a déclaré que « [Troy Aikman] a probablement lancé le ballon de football américain aussi bien que n'importe qui dans la NFL. Il a toujours réalisé des performances quand ses coéquipiers avaient le plus besoin de lui. C'est un vainqueur. »,.

### Blessures à répétition
Troy Aikman a subi au moins dix traumatismes crâniens pendant sa carrière professionnelle de joueur de football américain. Il est, avec Steve Young, l'un des principales victimes de la politique de silence de la National Football League concernant les graves blessures à la tête que subissent les joueurs. Après son traumatisme crânien lors de la victoire de championnat NFC contre les 49ers de San Francisco, il est plongé dans le noir à l'hôpital Baylor, ne supportant pas la lumière. Ses pertes de mémoire inquiètent, il ne se souvient pas des réponses qui sont apportées aux questions qu'il a posées cinq minutes plus tôt. Aikman souffre également d'une commotion cérébrale contre les Cardinals de l'Arizona en octobre 1994 ou encore contre les Eagles de Philadelphie en 1997.
Au début des années 2010, Troy Aikman ne s'associe cependant pas à la plainte des anciens joueurs NFL contre la ligue.

### Personnalité
Troy Aikman est un enfant de la campagne américaine, introverti et calme. Il est resté peu disert et humble. Troy Aikman est un amateur de musique country,. Il a enregistré lui-même un titre : Oklahoma Nights. Il est représenté comme un réel cow-boy de par son image et son physique, mais bien qu'il conduise un pick-up, il ne se considère pas comme tel. Chrétien, il s'investit dans les églises de l'Oklahoma et de Dallas.
Son physique imposant, ses yeux bleus et ses cheveux blonds lui donnent un style différent. Il travaille sa carrure et son physique en courant presque tous les jours et en levant des poids. Ses performances sportives lui donnent une célébrité qu'il gère avec difficulté. Aikman n'est en effet pas à l'aise en public. Il est considéré comme intelligent.
Dès la signature de son premier contrat avec les Cowboys, Troy Aikman adopte une démarche caritative. Il promet qu'il va donner 1 000 dollars à des œuvres caritatives à chaque victoire des Cowboys et 5 000 dollars par an pour des bourses scolaire au lycée d'Henryetta et à l'université de Californie à Los Angeles.

## Fondation Troy Aikman

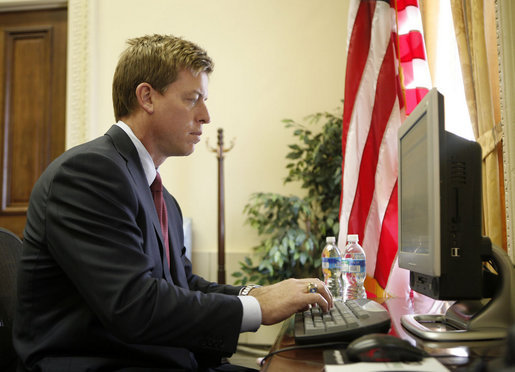
Troy Aikman à la Maison-Blanche répond aux questions des internautes après avoir effectué une lecture à des enfants.

En 1992, Troy Aikman créé la Troy Aikman Foundation pour un grand nombre d’œuvres caritatives liées aux enfants dans la région de Dallas,. La fondation construit notamment des salles de jeux interactives dans les hôpitaux pour enfants aux États-Unis. Il travaille également avec l'ancien quarterback des Cowboys de Dallas, Roger Staubach, lors d'activités avec les enfants de l'hôpital de Dallas. Aikman publie en 1995 un livre pour enfants intitulé Things Change. L'ouvrage, qui est vendu à 250 000 exemplaires, demande aux enfants d'avoir de « grand rêves » et de « transformer les défaites en victoires »,. En 1997, Aikman reçoit le prix « d'Homme de l'Année » de la National Football League (NFL Man of the Year Award) récompensant son implication dans les œuvres caritatives en dehors des terrains.
En 2011, une polémique éclate à propos de la stratégie de la fondation Troy Aikman de garder en réserve 1 600 000 dollars. Aikman répond que les opérations de création d'espaces de récréation pour les enfants s'auto-financent grâce au support d'entreprises locales et de l'association Teammates for Kids et qu'il garde cet argent en cas de besoin si ces structures ne peuvent plus l'aider à construire ces espaces dans les hôpitaux.

## Troy Aikman dans la culture populaire

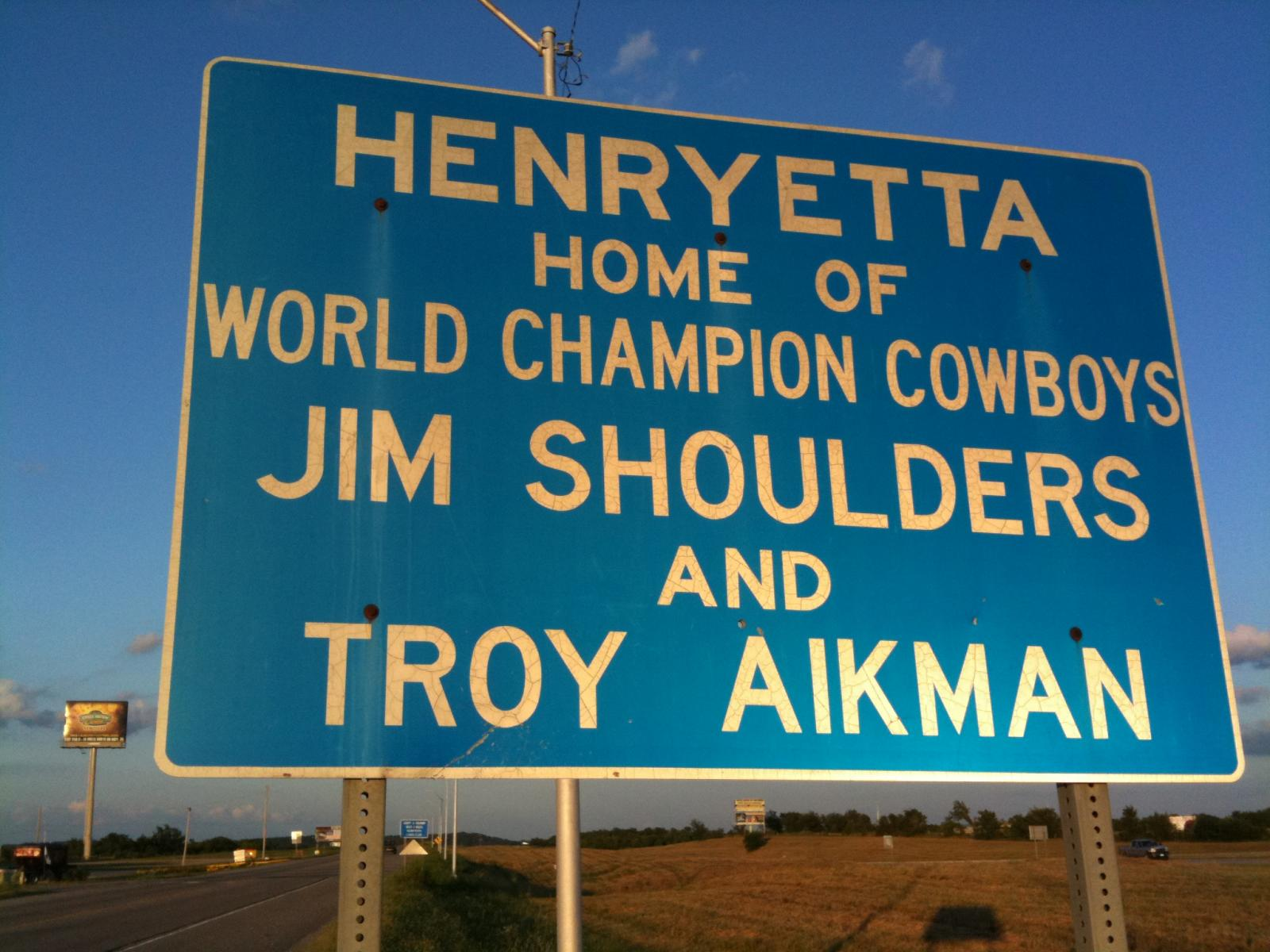
Un panneau d'entrée de la ville d'Henryetta avec les inscriptions en hommage à Troy Aikman.

Les Cowboys de Dallas est l'une des équipes de football américain les plus populaires des États-Unis. En tant que quarterback de cette équipe, Troy Aikman a tous les projecteurs braqués sur lui. À la fin des années 1990, il reçoit plus de 20 000 courriers par an. En 1994, le développeur Tradewest utilise son nom et son image pour promouvoir son jeu vidéo de football américain intitulé Troy Aikman NFL Football. Ce dernier fonctionne sur les consoles Jaguar, Mega Drive et Super Nintendo. En 1996, Troy Aikman joue son propre rôle dans le film Jerry Maguire, l'histoire d'un agent joué par Tom Cruise qui évolue dans le milieu du sport professionnel.
Henryetta, une ville de quelques milliers d'habitants, met en avant les talents de son quarterback, en nommant une rue « Aikman Avenue » et en indiquant « Home of Troy Aikman » sur les panneaux à l'entrée de la ville.
Troy Aikman est toujours une personnalité importante du campus de UCLA. En 2015, il offre un million de dollars au département sportif de l'université pour financer une partie de la rénovation du centre sportif. En l'honneur du quarterback, la salle de musculation de l'équipe de football américain est renommée The Troy Aikman Strength and Conditioning Center.
En 1994, Aikman est apparu dans l'épisode The Stand-In de la sitcom Coach dans lequel il joue un potentiel donneur de sperme pour que le futur enfant du personnage principal et de sa femme possède ses qualités athlétiques. En 1999, il est représenté dans l'épisode des Simpsons Les Prisonniers du stade avec l'ancien quarterback des Dolphins de Miami Dan Marino. Lors de cet épisode, il dessine des caricatures de tout le monde sur un buggy. En 2010, Aikman annonce qu'il participe à l'émission de télévision Dancing with the Stars puis précise qu'il s'agissait d'une plaisanterie.

### Citations originales
1. ↑  « Aikman proved in 1991 that he is already among the quarterback elite in the league. Everyone who has seen him feels he can only get getter. He has ther talent to become an all-time great ».
2. ↑  « Good luck playing football ».
3. ↑  « He probably threw the football as well as anyone ever in the NFL. He always produced when the guys needed him the most. He's a winner ».
4. ↑  « have big dreams » et « turn defeats into victory ».